# SpeedRunners
SpeedRunners — многопользовательская гоночная сайд-скроллер компьютерная игра, разработанная студией DoubleDutch Games и изданная компанией tinyBuild. Изначально была бесплатной браузерной игрой, затем появилась на Xbox 360 как SpeedRunners HD для Xbox Live Arcade. В Steam игра вышла в раннем доступе 26 августа 2013 года, а полная версия была выпущена 19 апреля 2016 года. На Xbox One игра появилась в июне 2017 года в качестве Games with Gold. Для Nintendo Switch игра вышла 23 января 2020 года. В июле 2015 года организация Electronic Sports League признала игру киберспортивной дисциплиной. Тем не менее, в связи с уменьшением активности, 28 августа 2016 года дисциплину закрыли после завершения последнего кубка сообщества.

## Геймплей

Скриншот геймплея. Персонажи не должны попасть за красный экран.

SpeedRunners — это динамичный сайд-скроллер. Игроки должны обогнать своих соперников, используя крюки для захвата, бонусы и интерактивную среду. Экран движется за игроком, который в данный момент лидирует. Если игрок отстаёт от экрана — то он проигрывает, а для других игроков экран начинает сужаться, что усложняет задачу. По мере того, как игрок прогрессирует, он зарабатывает опыт в зависимости от своих результатов. Получение достаточного количества очков опыта повышает уровень игрока, что открывает новые бонусы, уровни, персонажей и скины.

## Отзывы
| Сводный рейтинг       | Сводный рейтинг |
| Агрегатор             | Оценка          |
| --------------------- | --------------- |
| Metacritic            | (PC) 84/100     |
| Иноязычные издания    |                 |
| Издание               | Оценка          |
| Edge                  | (PC) 80/100     |
| IGN                   | (PC) 75/100     |
| Nintendo World Report | (Switch) 5,5/10 |
| Русскоязычные издания |                 |
| Издание               | Оценка          |
| Riot Pixels           | (PC) 80/100     |

Игра получила преимущественно положительные отзывы.
Эмануэль Мэйберг из PC Gamer заявил, что «идея полностью реализована», но отметил «случайные баги и некоторые грубые художественные приёмы». Бен Берретт из Rock, Paper, Shotgun высоко оценил простоту игры.
Бретт Познер-Фердмен из Nintendo World Report раскритиковал версию игры на Nintendo Switch за отсутствие сюжетного режима, маленький контент помимо мультиплеера и блокировку контента, если не куплено DLC.
Летом 2018 года, благодаря уязвимости в защите Steam Web API, стало известно, что точное количество пользователей сервиса Steam, которые играли в игру хотя бы один раз, составляет 2 753 552 человека.

## Награды
| Год  | Награда                  | Категория            | Результат | Примечание |
| ---- | ------------------------ | -------------------- | --------- | ---------- |
| 2014 | Indie of the Year Awards | «Лучший мультиплеер» | Победа    | [ 13 ]     |
| 2015 | SXSW Gaming Awards       | «Голос геймера»      | Победа    | [ 14 ]     |